# Colette

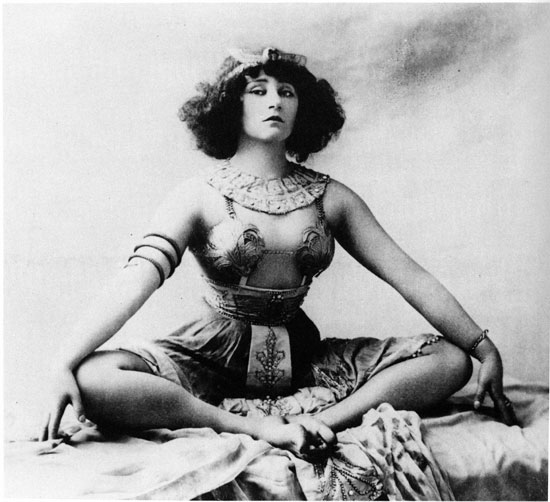
Jako herečka ve hře Sen o Egyptě, Paříž 1907

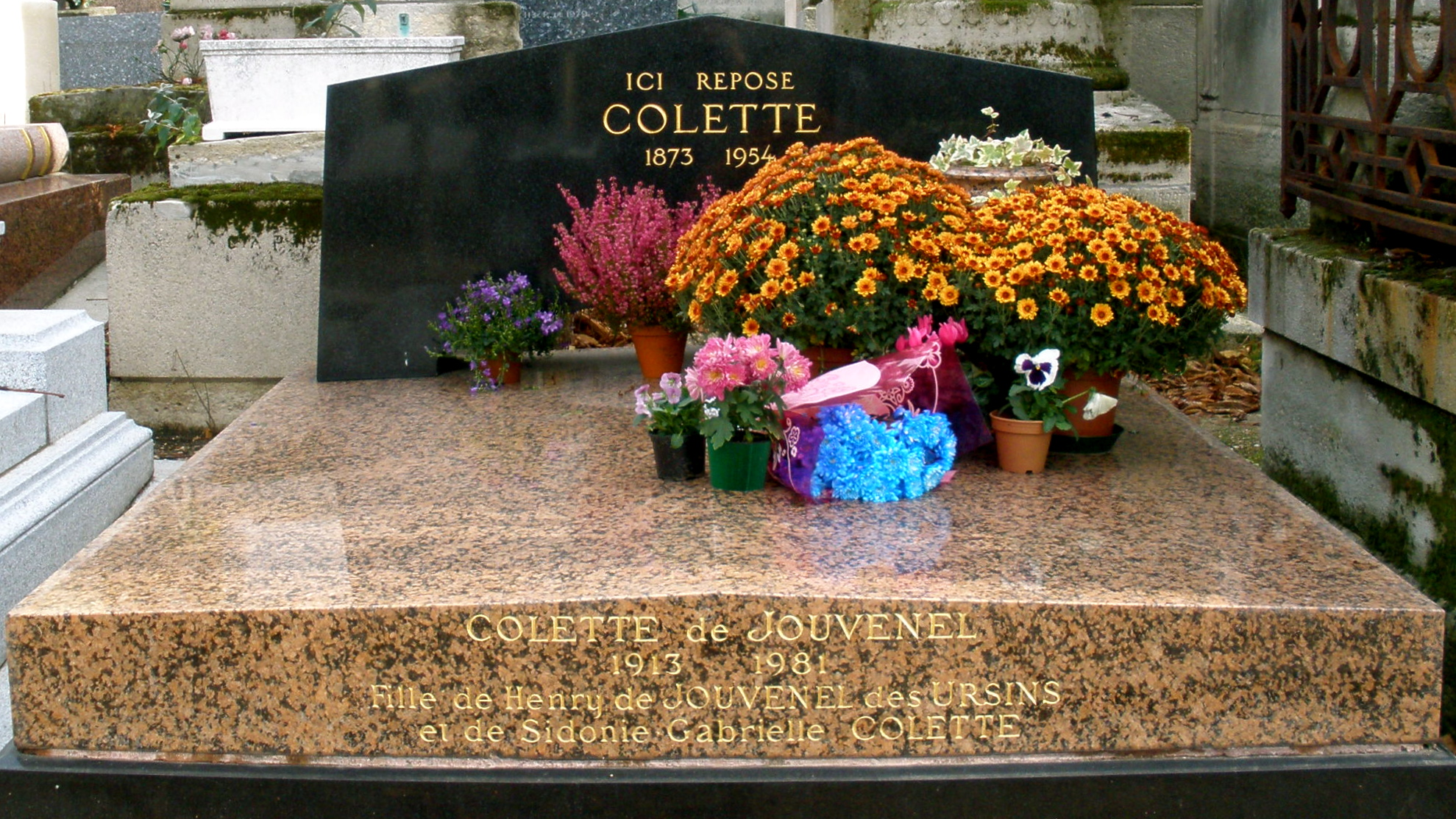
Hrob na hřbitově Père-Lachaise v Paříži, v roce 2008

Colette, plným jménem Sidonie-Gabrielle Colette, pseudonymem Willy nebo Colette-Willy (28. ledna 1873 Saint-Sauveur-en-Puisaye, Yonne, Burgundsko, Francie – 3. srpna 1954 Paříž), byla francouzská varietní umělkyně, novinářka a spisovatelka nominovaná v roce 1948 na Nobelovu cenu za literaturu.

## Život
Narodila se jako nejmladší z vlastních i nevlastních sester v početné rodině válečného veterána a majitele realit a jeho ženy Sidonie na burgundském venkově. Školu opustila v 16 letech, byla však zároveň vzdělávána doma rodiči, kteří se zajímali o literaturu a vedli bohatou korespondenci. V 16 letech se v Paříži seznámila s třicetiletým literátem Henrym Gauthierem-Villarsem, za kterého se roku 1893 provdala. Pod pseudonymem Willy napsala sérii převážně sentimentálních románů v ich-formě. Využila v nich vlastní vzpomínky na dětství i mládí.
Po rozvodu od roku 1906 bydlela u Natalie Clifford Barneyové, věnovala se vystupování ve varieté jako herečka, mim i tanečnice, mimo jiné v Moulin Rouge. Udržovala poměr se ženami a proslula skandály. Po cestě do Itálie roku 1910 vydala autobiografický román Vagabundka, za který obdržela nominace na Goncourtovu literární cenu.
Roku 1912 se podruhé provdala, za barona Henryho de Jouvenel des Ursins (1876–1935), žurnalistu deníku Le Matin a pozdějšího vojáka a politika. Nadále psala romány a pravidelně také fejetony. Roku 1923 podepsala svou knihu poprvé vlastním jménem Colette.
Potřetí se provdala roku 1935 za bohatého obchodníka s perlami Maurice Goudeketa (1889–1977), s nímž od roku 1932 ráda cestovala. Od roku 1939 byla vlivem artrózy kloubů nucena zůstat ve svém bytě v Paříži a napsala autobiografický text De ma fenêtre (Z mého okna), který vyšel roku 1943. V letech 1943–1945 ukrývala doma židovského uprchlíka. Roku 1945 byla jmenována členkou Goncourtovy akademie a Francouzské akademie a následně jí byl udělen Řád čestné legie. V letech 1948–1950 Goudeket financoval vydání jejích sebraných spisů včetně 15 románů. Když krátce po oslavě svých osmdesátin zemřela, byl jí jako první ženě ve Francii vypraven státní pohřeb s velkou pompou.

## Tvorba
Jejím nejznámějším dílem je novela Gigi (1945), která se stala základem stejnojmenného filmu Vincente Minnelliho Gigi (1958) a stejnojmenného muzikálu Alana Jay Lernera a Fredericka Loeweho.

## Výběr z díla
- Claudine à l'école (1900)
- Claudine à Paris (1901)
- Claudine en ménage (1902)
- Claudine s'en va (1903)
- Dialogues de Bêtes (1904)
- La Vagabonde (1910)
- L'Envers du music hall (1913)
- La Paix Chez les Bêtes (1916)
- Dítě a kouzla (1917, libreto pro operu Maurice Ravela)
- Mitsou (1919)
- Chéri (1920)
- La Maison de Claudine (1922)
- Le Blé en herbe (1923)
- La Fin de Chéri (1926)
- La Naissance du Jour (1928)
- Sido (1929)
- Le Pur et L'Impur (1932)
- La Chatte (1933)
- Duo (1934)
- Le Képi (1943)
- Gigi (1945)
- L'Étoile Vesper (1947)
- Le Fanal Bleu (1949)
- Paradis terrestre, s fotografiemi od Izis Bidermanasové (1953)

## Ve filmu
V roce 2018 byl natočen britsko-americký koprodukční životopisný film Colette: Příběh vášně; titulní roli ztvárnila britská herečka Keira Knightley.